# Garzón (Uruguai)
Garzón és una localitat del sud-est de l'Uruguai, ubicada al departament de Maldonado. Limita a l'est amb el departament de Rocha, del qual es troba separada pel rierol Garzón. L'oceà Atlàntic s'ubica 22 km al sud.

## Població
Segons les dades del cens de 2004, Garzón tenia una població aproximada de 207 habitants.
| Any  | Població |
| ---- | -------- |
| 1963 | 347      |
| 1975 | 329      |
| 1985 | 408      |
| 1996 | 164      |
| 2004 | 207      |